# Novoderevensky (huyện)
Huyện Novoderevensky (tiếng Nga: ? райо́н) là một huyện hành chính tự quản (raion), của Tỉnh Ryazan, Nga. Huyện có diện tích 837 km², dân số thời điểm ngày 1 tháng 1 năm 2000 là 13000 người. Trung tâm của huyện đóng ở Aleksandro-Nevsky.